# Несторіанство

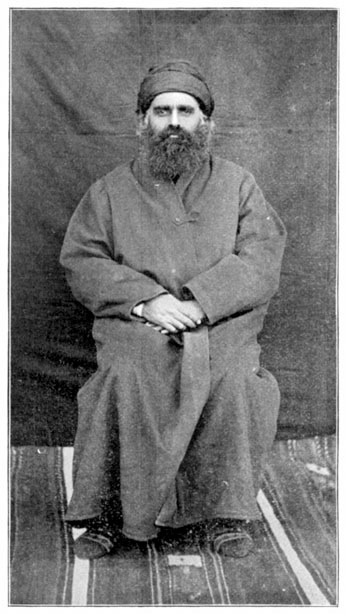
Несторіанський архієпископ, 1897 р.

Несторіанство — християнська конфесія й однойменне христологічне вчення, засуджене як єресь на Ефеському соборі 431 року. Традиційно його заснування приписують Несторію, архієпископу Константинополя (428–431). Несторій проповідував, що Ісус Христос спершу був людиною, а боголюдиною став потім. Тому Несторій визнавав Діву Марію не Богородицею (грец. Θεοτόκος), а Христородицею (грец. Χριστοτόκος} або людинородицею (грец. ανθρωποτόκος).
Анатему несторіанам було проголошено на Халкідонському соборі 451 року.
Несторіанство в домонгольську епоху поширилося серед східних (азійських) християн — кереїтів, найманів, уйгурів, а в VII ст. — у Китаї. Частина несторіан потім приєдналася до католиків і Російської Православної Церкви. Сучасні несторіани існують серед ассирійців, що проживають переважно в Ірані, Іраку та Сирії — Ассирійська Церква Сходу.

## Віровчення
Попередники Несторія, Діодор Тарський і Феодор Мопсуестійський, вважали, що Ісус Христос мав дві особистості: людську та божественну, яким треба поклонятися разом. Несторій, як і Феодор, неодноразово наполягав, що визнає співіснування людської та божественної природи в одному тілі Христа. Але Несторій вважав, що Слово Боже вселилося в Ісуса Христа в момент зачаття, замінивши душу. Тому Діву Марію не можна називати Богородицею (грец. Θεοτόκος), а слід називати людинородицею (грец. ανθρωποτόκος) чи Христородицею (грец. Χριστοτόκος). Потім несторіанство заперечувало реальність Боговтілення і представляло Христа як богонатхненну людину. З V ст. всі головні гілки християнства погодилися в засудженні несторіанства і визнавали, що Христос є єдиною особою, одночасно людиною і Богом. Пізніші богослови висловлювали думки, що первісні ідеї Несторія були хибно витлумачені і сам він не був єретиком.
Сучасна несторіанська церква вшановує Несторія і не вживає титул «Богородиця». Їхня Церква називається Церквою Сходу, або Перською Церквою, хоча на Заході її зазвичай називають Ассирійською, або Несторіанською. Більшість його членів проживає в Іраку, Сирії та Ірані.

## Історія

Сирійські мови та несторіанство на Близькому сході та в Азії у 800—1200 рр.

Несторій був послідовником Антіохійської школи богослів'я, а особливо Діодора з Тарсу та Феодора з Мопсуестії — єпископів Кілікії (нині частина Туреччини) та великих противників аріанства. Коли Несторій був ченцем і священником у монастирі Євпрепія Єгипетського, імператор Феодосій II призначив його архієпископом Константинополя у 428 році. Несторій мав хорошу репутацію та красномовно говорив. За кілька днів після свого посвячення Несторій зруйнував аріанську каплицю і переконав Феодосія наступного місяця видати суворий едикт проти єресі аріанства. Також виступав проти квартодециманів, які залишилися в Малій Азії, та новаціанів. У 429 році Несторій виголосив першу зі своїх відомих проповідей проти вживання слова «Богородиця» та детально виклав свою доктрину про втілення Бога-сина в Ісусові Христові. Першим відкрито заперечив йому Євсевій, мирянин, а згодом єпископ. Священники Філіп і Прокл, які обидва були невдалими кандидатами на патріархат, проповідували проти Несторія. Слова Філіпа, що звинуватив Несторія в єресі, не збереглися, але відомо зміст дискусії між Проклом і Несторієм. Кирило, патріарх Александрійський, засудив його, хоча й не називаючи імені, у посланні до всіх ченців Єгипту, потім заперечив йому особисто листом і, нарешті, написав папі. Папа Целестин I теж засудив вчення Несторія, а влітку 431 року скликали Ефеський собор.

Христологічний спектр протягом 5-7 століть, що показує погляди Церкви Сходу (світло-блакитний), Міафізитської (світло-червоний) і західних церков, тобто Східної Православної та Католицької (світло-фіолетовий)

Кирило Александрійський вручив Несторію рішення папи про те, що його вчення засуджено. Імператор після довгих зволікань і вагань затвердив рішення, що потім підтвердив папа Сікст III. Єпископів, які підтримували вчення Несторія, усунули з їхніх кафедр. Той вирушив до монастиря в Антіохії, але в 435 році Феодосій II видав імператорський едикт, згідно з яким Несторій був вигнаний звідти до монастиря у Великому оазисі Хібіс у Єгипті. Монастир зазнав нападу нубійських розбійників, які викрали його та згодом повернули пораненим. Несторій здався місцевій владі, щоб його не вважали втікачем. Ще за життя несторія Іоанн Касіян написав проти Несторія сім книг «De incarnatione Christi», в яких описав його вчення в перебільшеному вигляді. До вигнання де-факто засуджувались і тисячі послідовників Несторія, мешканці візантійських провінцій.
Після засудження Несторія та його вчення вселенськими соборами в Ефесі (431 р. н. е.) і Халкідонським собором (451 р. н. е.), з його прибічників утворилася секта, представники якої здебільшого емігрували до зороастрійської Персії. Сасаніди, що правили там, з метою пропаганди дали прихисток секті, а купці з неї вклали багато коштів у зміцнення влади Сасанідів. Таким чином несторіани стали економічною елітою Новоперсидського царства. Шахіншах Балаш з метою приниження східноримського імператора Зенона, проголошувався «повноправним захисником християн» та «володарем Християнського Світу». Під впливом Барсуми, митрополита Нісібіса, у лютому 486 року Перська церква визнала Феодора Мопсуестійського «заступником правої віри». Цю позицію підтримав патріарх Бабай і з того часу Перська церква стала несторіанською. Прихильники Несторія збиралися також у богословській школі в Едесі, що була закрита імператорським наказом у 489 році. Після цього інтелектуальним центром Перської церкви стала нова школа в Нісібісі. Церква пережила період розколу й переслідувань у першій половині VI ст., через керівництво патріарха Аби I, наверненого в християнство з зороастризму.
Після арабського завоювання Персії в 637 році халіфат визнав місцеву Церкву і надав їй правовий захист. Несторіанська церква стала більш мирською і втратила лідерство в культурній сфері. До кінця X ст. несторіани поширилися в Індію, Китай, Сибір та Єгипет. У Китаї несторіанська громада процвітала з VII по X ст. У Центральній Азії деякі татарські племена були майже повністю навернені в несторіанство. Несторіани були навіть серед придворних Великого хана.
Але протягом XIV століття Церква Сходу була фактично знищена набігами тюркського вождя Тимура. Несторіанські громади залишилися в кількох містах на території сучасних Ірану, Іраку, Курдистану та Туреччини. У 1551 році кілька несторіанських громад возз'єдналися з католицькою церквою і були названі «халдеями», а первісних несторіанів називали «ассирійцями». Несторіанська церква в Індії, знана як християни святого Фоми, об'єдналася з католиками у 1599 році, а потім розкололася, і половина її членів присягнула в 1653 на вірність сирійському монофізитському патріарху Антіохії. У 1898 році в Урмії, Іран, група несторіанів на чолі з єпископом була прийнята до Російської Православної Церкви.